# Controllo (diritto)
Il controllo, nel diritto, è l'attività volta ad assicurare la conformità alle norme giuridiche o all'interesse pubblico di altra attività, mediante l'esercizio dei corrispondenti poteri da parte di un soggetto (il controllante) diverso da quello che svolge l'attività controllata (il controllato).

## Caratteri generali
Il controllo rientra tra le garanzie, intendendo con questo termine tutti gli strumenti che assicurano la conformità dell'attività garantita rispetto a dei valori prescelti.
Nel controllo sono sempre presenti tre momenti: una verificazione, un giudizio e una misura. La verificazione è volta ad accertare se l'attività sottoposta a controllo è conforme alle norme giuridiche o alle regole d'altro genere (ad esempio, tecniche) che devono essere osservate. Alla verificazione segue una valutazione che si esprime in un giudizio in ordine a tale conformità, interamente o parzialmente positivo o negativo. Al giudizio consegue l'adozione di una misura, positiva o negativa, che può assumere varie configurazioni (annullamento, approvazione, visto, autorizzazione, richiesta di riesame ecc.); la misura può avere natura di provvedimento o di atto endoprocedimentale (nel caso del controllo preventivo esercitato nell'ambito nel procedimento per l'adozione dell'atto controllato) o limitarsi alla comunicazione del giudizio al controllato, affinché possa autocorreggersi (è ciò che avviene nel cosiddetto controllo collaborativo). In certi casi, il soggetto che effettua la verificazione ed esprime il giudizio è diverso da quello competente ad adottare la misura, sicché il primo comunica il suo giudizio al secondo che decide di conseguenza.
Controllante e controllato possono essere due organi dello stesso ente (controllo interorganico) oppure due diversi soggetti giuridici (controllo intersoggettivo). Il controllo può essere rivolto agli atti, agli organi o alla gestione. Può essere previsto come necessario e da effettuarsi con una certa regolarità (controllo ordinario) o eventuale e da effettuarsi discrezionalmente quando se ne ravvisi l'opportunità (controllo straordinario).

## Controllo sugli atti
Il controllo sugli atti ha ad oggetto singoli atti giuridici, di diritto pubblico o privato. Può essere obbligatorio o a richiesta, secondo che chi emana l'atto debba sottoporlo al controllo o gli sia lasciata la facoltà di farlo.

### Controllo di legittimità e merito
In relazione al parametro di valutazione, il controllo sugli atti si distingue in:
- controllo di legittimità (detto anche vigilanza), se verte sulla conformità dell'atto alle norme giuridiche;
- controllo di merito (detto anche tutela), se verte sulla conformità dell'atto discrezionale all'interesse pubblico in vista del quale è stato conferito il potere di compierlo ed attiene all'idoneità dell'atto stesso a conseguire in modo ottimale il fine, alla stregua delle regole non giuridiche (tecniche, di esperienza ecc.) di volta in volta applicabili.

Nell'ambito del controllo di merito, si possono ulteriormente distinguere:
- il controllo di tecnicità, basato su regole tecnico-scientifiche;
- il controllo di merito in senso stretto, basato su criteri di opportunità e convenienza.

### Controllo preventivo e successivo
In relazione al momento in cui interviene, il controllo sugli atti si distingue in:
- controllo preventivo, se è volto ad impedire che l'atto non conforme alla norma giuridica o all'interesse pubblico sia emanato (controllo antecedente) o produca i suoi effetti (controllo susseguente). Nel primo caso è richiesta l'autorizzazione del controllante prima dell'emanazione dell'atto, nel secondo caso il visto (se il controllo è di legittimita) o l'approvazione (se il controllo si estende al merito) del controllante prima che l'atto produca i suoi effetti;
- controllo successivo, se è volto a rimuovere dal mondo giuridico l'atto (annullamento) o i suoi effetti (revoca), in conseguenza della non conformità alla norma giuridica o all'interesse pubblico (controllo repressivo), oppure ad emanare un atto dovuto in sostituzione del soggetto che era tenuto a farlo e lo ha omesso (controllo sostitutivo).

Oggetto del controllo preventivo antecedente è un atto non ancora perfezionato, sicché l'autorizzazione è condizione per la sua validità, mentre il controllo susseguente ha ad oggetto un atto già perfetto ma non ancora efficace, sicché visto e approvazione sono condizioni per sua efficacia. Il controllo repressivo ha ad oggetto un atto già perfetto ed efficace, mentre oggetto del controllo sostitutivo non è un atto positivo ma l'omissione di un atto dovuto.
Una forma particolare di controllo preventivo susseguente sugli atti è il controllo mediante riesame, il cui esito negativo non impedisce l'efficacia dell'atto, ma la procastrina condizionandola ad una nuova decisione del controllato (eventualmente da assumere con una maggioranza più elevata o altri aggravamenti procedurali).

## Controllo sugli organi
Il controllo sugli organi (o sui soggetti) è volto ad assicurare la funzionalità di organi monocratici o collegiali, di enti pubblici o privati, mediante verifiche, intimazioni fino alla rimozione del titolare o lo scioglimento del collegio. A differenza del controllo sugli atti, non ha ad oggetto singoli atti giuridici ma la complessiva attività dell'organo controllato.
Rientra nel controllo sugli organi anche il controllo sostitutivo quando la sostituzione non è parziale, limitata al compimento di singoli atti omessi (che comporta l'esclusione della legitimatio ad agendum dell'organo controllato), ma totale, con esclusione della legitimatio ad officium dei titolari degli organi ordinari che vengono sostituiti da organi straordinari.

## Controllo di gestione
È rivolto alla complessiva attività degli organi anche il controllo di gestione, mutuato dall'economia aziendale: introdotto in un primo tempo nelle  imprese, si sta ora estendendo anche alle pubbliche amministrazioni, dove, secondo la filosofia del new public management, sta sostituendo i controlli tradizionali. È un controllo collaborativo volto a guidare la gestione dell'ente verso il conseguimento dei suoi obiettivi, rilevando, attraverso la misurazione di appositi indicatori, lo scostamento tra obiettivi pianificati e risultati conseguiti e informando di tali scostamenti gli organi responsabili, affinché possano decidere e attuare le opportune azioni correttive.